# Шевченкове (Олександрійський район)
Шевче́нкове — село в Україні, у Новопразькій селищній громаді Олександрійського району Кіровоградської області. Населення становить 0 осіб.

## Населення
Згідно з переписом УРСР 1989 року чисельність наявного населення села становила 44 особи, з яких 19 чоловіків та 25 жінок.
За переписом населення України 2001 року в селі мешкало 19 осіб. 100 % населення вказало своєю рідною мовою українську мову.